# Cophixalus saxatilis
Cophixalus saxatilis är en groddjursart som beskrevs av Richard G. Zweifel och Parker 1977. Cophixalus saxatilis ingår i släktet Cophixalus och familjen Microhylidae. IUCN kategoriserar arten globalt som sårbar. Inga underarter finns listade i Catalogue of Life.